# Martin Voss
Martin Peter Voss (født 5. september 1967 i Aarhus) er en tidligere dansk atlet medlem af Aarhus 1900
Martin Voss deltog i de 1996 i Atlanta og opnåede en 26. plads i stangspring på resultatet 5,40. I 1990'erne forbedrede han den danske rekord i stangspring med 50cm til 5,70. Han vandt 26 danske mesterskaber. Han fik "Den gyldne puma" 1992.

## Internationale mesterskaber
- 1999 VM Stangspring 23.plads 5,40
- 1998 EM Stangspring 17.plads 5,30
- 1998 EM-inde Stangspring inde 6.plads 5,60
- 1997 VM Stangspring uden resultat
- 1997 VM-inde Stangspring inde 15.plads 5,55
- 1996 OL Stangspring 26. plads 5,40
- 1995 VM Stangspring 28.plads 5,20
- 1995 VM-inde Stangspring inde 18.plads 5,50
- 1994 EM Stangspring 16.plads 5,40 Århus 1900
- 1994 EM-inde Stangspring inde 15.plads 5,40
- 1993 VM Stangspring 29.plads 5,45
- 1992 EM-inde Stangspring inde 18.plads 5,15
- 1991 VM Stangspring 16.plads 5,20

### Internationale ungdomsmesterskaber
1986 JVM Stangspring 11.plads uden resultat i finalen

### Internationale veteranmesterskaber
2004 Veteran-EM 35-39 Stangspring  Guld 4,80

## Danske mesterskaber
- Guld 2006  Stangspring inde  4,80
- Guld 2005  Stangspring inde  4,80
- Guld 2003  Stangspring inde  5,00
- Guld 2002  Stangspring inde  5,00
- Guld 2001  Stangspring inde  5,20
- Guld 2000  Stangspring  5,40
- Guld 2000  Stangspring inde  5,50
- Guld 1999  Stangspring  5,20
- Guld 1999  Stangspring inde  5,60
- Guld 1998  Stangspring  5,20
- Guld 1998  Stangspring inde  5,60
- Guld 1997  Stangspring  5,70
- Guld 1997  Stangspring inde  5,65
- Guld 1996  Stangspring  4,90
- Guld 1995  Stangspring  5,40
- Guld 1995  Stangspring inde  5,40
- Guld 1994  Stangspring  5,30
- Guld 1994  Stangspring inde  5,50
- Guld 1993  Stangspring  5,40
- Guld 1993  Stangspring inde  5,10
- Guld 1992  Stangspring  5,10
- Guld 1992  Stangspring inde  5,30
- Guld 1991  Stangspring  5,30
- Guld 1991  Stangspring inde  5,20
- Guld 1990  Stangspring  5,00
- Sølv 1988  Stangspring  5,00
- Guld 1988  Stangspring inde  4,90
- Bronze 1987  Stangspring  4,90
- Bronze 1985  Stangspring  4,70
- Bronze 1984  Stangspring  4,70

Danske veteranmesterskaber
- Guld 2004  Stangspring 35-39 4,80

## Danske rekorder
- Stangspring inde  5,72  25. februar 1995

Dansk juniorrekord
- Stangspring 5,05  8.juni 1986

## Personlig rekord
- Stangspring: 5,70 (1996 og 1997)
- Stangspring inde: 5.72 (1995)